# Petrocephalus catostoma
Petrocephalus catostoma es una especie de pez del género Petrocephalus, familia Mormyridae, orden Osteoglossiformes. Fue descrita científicamente por Günther en 1866.
Es una especie inofensiva para el ser humano y comercializada en pesquerías. Su dieta se compone de insectos, larvas de insectos y otros invertebrados durante la noche.

## Descripción
La longitud estándar es de 15 centímetros.

## Distribución y hábitat
Se distribuye por África oriental: reserva de Niassa y las confluencias occidentales con el lago Malaui. Habita en bahías protegidas, lagunas, áreas pantanosas, poco profundas y fangosas.